# Grand Prix Rakouska 1973
Grand Prix Rakouska 1973 (oficiálně XI Memphis Großer Preis von Osterreich) se jela na okruhu Österreichring ve Spielbergu v Rakousku dne 19. srpna 1973. Závod byl dvanáctým v pořadí v sezóně 1973 šampionátu Formule 1.

## Závod
| Poř.   | No. | Jezdec               | Konstruktér       | Počet kol | Čas/Odstoupení  | Pořadí na startu | Body |
| ------ | --- | -------------------- | ----------------- | --------- | --------------- | ---------------- | ---- |
| 1      | 2   | Ronnie Peterson      | Lotus-Ford        | 54        | 1:28:48.78      | 2                | 9    |
| 2      | 5   | Jackie Stewart       | Tyrrell-Ford      | 54        | + 9.01          | 7                | 6    |
| 3      | 24  | Carlos Pace          | Surtees-Ford      | 54        | + 46.64         | 8                | 4    |
| 4      | 10  | Carlos Reutemann     | Brabham-Ford      | 54        | + 47.91         | 5                | 3    |
| 5      | 20  | Jean-Pierre Beltoise | BRM               | 54        | + 1:21.30       | 13               | 2    |
| 6      | 19  | Clay Regazzoni       | BRM               | 54        | + 1:38.40       | 14               | 1    |
| 7      | 4   | Arturo Merzario      | Ferrari           | 53        | + 1 kolo        | 6                |      |
| 8      | 7   | Denny Hulme          | McLaren-Ford      | 53        | + 1 kolo        | 3                |      |
| 9      | 26  | Gijs van Lennep      | Iso-Marlboro-Ford | 52        | + 2 kola        | 23               |      |
| 10     | 23  | Mike Hailwood        | Surtees-Ford      | 49        | + 5 kol         | 15               |      |
| Ret    | 1   | Emerson Fittipaldi   | Lotus-Ford        | 48        | Palivový systém | 1                |      |
| NC     | 25  | Howden Ganley        | Iso-Marlboro-Ford | 44        | + 10 kol        | 21               |      |
| Ret    | 18  | Jean-Pierre Jarier   | March-Ford        | 37        | Motor           | 12               |      |
| Ret    | 28  | Rikky von Opel       | Ensign-Ford       | 34        | Palivový systém | 19               |      |
| Ret    | 11  | Wilson Fittipaldi    | Brabham-Ford      | 31        | Palivový systém | 16               |      |
| Ret    | 12  | Graham Hill          | Shadow-Ford       | 28        | Zavěšení        | 22               |      |
| Ret    | 16  | George Follmer       | Shadow-Ford       | 23        | Diferenciál     | 20               |      |
| Ret    | 9   | Rolf Stommelen       | Brabham-Ford      | 21        | Kolo            | 17               |      |
| Ret    | 17  | Jackie Oliver        | Shadow-Ford       | 9         | Palivový systém | 18               |      |
| Ret    | 6   | François Cevert      | Tyrrell-Ford      | 6         | Zavěšení        | 10               |      |
| Ret    | 27  | James Hunt           | March-Ford        | 3         | Vstřikování     | 9                |      |
| Ret    | 8   | Peter Revson         | McLaren-Ford      | 0         | Spojka          | 4                |      |
| Ret    | 15  | Mike Beuttler        | March-Ford        | 0         | Kolize          | 11               |      |
| DNS    | 22  | Chris Amon           | Tecno             |           |                 |                  |      |
| DNS    | 21  | Niki Lauda           | BRM               |           |                 |                  |      |
| Zdroj: |     |                      |                   |           |                 |                  |      |

## Průběžné pořadí po závodě
Pohár jezdců
|        | Pořadí | Jezdec             | Body |
| ------ | ------ | ------------------ | ---- |
|        | 1      | Jackie Stewart     | 66   |
|        | 2      | François Cevert    | 45   |
|        | 3      | Emerson Fittipaldi | 42   |
|        | 4      | Ronnie Peterson    | 34   |
|        | 5      | Peter Revson       | 23   |
| Zdroj: |        |                    |      |

Pohár konstruktérů
|        | Pořadí | Konstruktér  | Body    |
| ------ | ------ | ------------ | ------- |
|        | 1      | Tyrrell-Ford | 77 (81) |
|        | 2      | Lotus-Ford   | 68 (72) |
|        | 3      | McLaren-Ford | 42      |
|        | 4      | Brabham-Ford | 17      |
|        | 5      | Ferrari      | 12      |
| Zdroj: |        |              |         |